# Určení data smrti
Určení data smrti je jedním z českých soudních nesporných řízení. Upraveno je v § 59-64 zákona o zvláštních řízeních soudních.
Je-li nalezeno mrtvé tělo a nelze-li na základě lékařské prohlídky ani po následném dalším šetření zjistit místo úmrtí, platí, že jím je místo, kde bylo tělo nalezeno. Nelze-li takto zjistit datum úmrtí, příslušný matriční úřad to podle § 22 odst. 3 zákona č. 301/2000 Sb., o matrikách, jménu a příjmení, oznámí okresnímu soudu, v jehož obvodu sídlí. Ten zemřelému kvůli ochraně jeho oprávněných zájmů ustanoví opatrovníka pro řízení a vydá vyhlášku (edikt), případně jiným vhodným způsobem učiní výzvu vůči všem, kteří by mohli znát relevantní okolnosti úmrtí. Po uplynutí jednoho měsíce pak vydá rozsudek, ve kterém určí den, který platí za den smrti. Zjistí-li se dodatečně, že skutečný den smrti je jiný, rozhodne se o něm znovu.